# Olympic Park Stadium
L'Olympic Park Stadium è uno stadio multifunzionale australiano di Melbourne.
Fu costruito per le Olimpiadi del 1956 dall'architetto Steven Senettì.

## Descrizione
Lo stadio è uno dei più grandi nello Stato di Victoria ed è concepito principalmente per il campo rettangolare, rendendolo ideale per ospitare partite di rugby league, rugby union, calcio e gridiron. Ha un'illuminazione che consente eventi in notturna. I più grandi Docklands Stadium e Melbourne Cricket Ground sostengono anch'essi sport dal campo rettangolare, ma con visuale meno ideale. Un più grande Melbourne Rectangular Stadium da 31.000 posti è in costruzione di fianco e la conclusione dei lavori è prevista per il 2009. Ha una pista di atletica leggera di primo livello, rifatta nel 1997, mentre lo stadio è stato ristrutturato nel 1998.
Lo stadio è la casa dei Melbourne Storm (NRL). Ha ospitato anche gli incontri dei Melbourne Victory (A-League) per due stagioni (2005-2007), alternandosi nella seconda con il Docklands Stadium. Ha una capacità di 18,500 spettatori con 11,000 posti a sedere.

## Concerti
Il Re del Pop Michael Jackson si esibì con un concerto sold out allo stadio il 13 novembre 1987 durante il suo Bad World Tour. I
Bon Jovi vi si esibirono nel novembre 1995 all'interno del loro These Days Tour